# Briefmarken-Jahrgang 1968 der Deutschen Post der DDR
Der Briefmarken-Jahrgang 1968 der Deutschen Post der Deutschen Demokratischen Republik umfasste 87 einzelne Sondermarken, einen Briefmarkenblock mit drei geschnittenen Sondermarken und einen Kleinbogen mit sechs Sondermarken. Sechs Briefmarken wurden zusammenhängend gedruckt. In diesem Jahr wurden keine Dauermarken ausgegeben. Insgesamt erschienen 99 Motive.
Alle Briefmarken-Ausgaben seit 1964 sowie die 2-Mark-Werte der Dauermarkenserie Präsident Wilhelm Pieck und die bereits seit 1961 erschienene Dauermarkenserie Staatsratsvorsitzender Walter Ulbricht waren ursprünglich unbegrenzt frankaturgültig. Mit der Wiedervereinigung verloren alle Marken nach dem 2. Oktober 1990 ihre Gültigkeit.

## Besonderheiten
Erstmals wurden 1968 mit dem Briefmarkensatz Orchideen in der DDR auf der Spitze stehende quadratische Briefmarken herausgegeben.

## Liste der Ausgaben und Motive
Legende
- Bild: Eine bearbeitete Abbildung der genannten Marke. Das Verhältnis der Größe der Briefmarken zueinander ist in diesem Artikel annähernd maßstabsgerecht dargestellt. Sollten keine Marken abgebildet sein, liegt es daran, dass das Urheberrecht des Künstlers noch nicht erloschen ist.
- Beschreibung: Eine Kurzbeschreibung des Motivs und/oder des Ausgabegrundes. Bei ausgegebenen Serien oder Blocks werden die zusammengehörigen Beschreibungen mit einer Markierung versehen eingerückt.
- Wert: Der Frankaturwert der einzelnen Marke in Pfennig. Ein „+“ bedeutet, dass es sich um eine Zuschlagsmarke handelt (= Frankaturwert + Spende).
- Ausgabedatum: Das Datum des erstmaligen Verkaufs dieser Briefmarke.
- Auflage: Soweit bekannt, wird hier die zum Verkauf angebotene Anzahl dieser Ausgabe angegeben.
- Entwurf: Soweit bekannt, wird hier angegeben, von wem der Entwurf dieser Marke stammt.
- Mi.-Nr.: Diese Briefmarke wird im Michel-Katalog unter der entsprechenden Nummer gelistet.

| Sondermarken                                           | |       |                       |            |                                         |         |
| Bild                                                   | Beschreibung | Wert  | Ausgabe- datum (1968) | Auflage    | Entwurf                                 | Mi.-Nr. |
|                                                        | Olympische Winterspiele 1968, Grenoble - Eisschnelllauf | 5     | 17. Januar            | 5.000.000  | Dietrich Dorfstecher und Rudolf Platzer | 1335    |
|                                                        | - Rennrodeln | 10+5  | 17. Januar            | 6.000.000  | Dietrich Dorfstecher und Rudolf Platzer | 1336    |
|                                                        | - Alpiner Skilauf (Slalom) | 15    | 17. Januar            | 4.000.000  | Dietrich Dorfstecher und Rudolf Platzer | 1337    |
|                                                        | - Eishockey | 20    | 17. Januar            | 8.000.000  | Dietrich Dorfstecher und Rudolf Platzer | 1338    |
|                                                        | - Eiskunstlauf (Paare) | 25    | 17. Januar            | 4.000.000  | Dietrich Dorfstecher und Rudolf Platzer | 1339    |
|                                                        | - Skilanglauf | 30    | 17. Januar            | 1.500.000  | Dietrich Dorfstecher und Rudolf Platzer | 1340    |
|                                                        | Erfolge der sowjetischen Raumfahrt - Interplanetare Station Venus 4, erste weiche Venuslandung am 18. Oktober 1967 | 20    | 24. Januar            | 6.000.000  | Manfred Gottschall                      | 1341    |
|                                                        | - Raumschiffe Kosmos 186 und Kosmos 188, Erde, erste automatische Kopplung am 30. Oktober 1967 | 25    | 24. Januar            | 2.000.000  | Manfred Gottschall                      | 1342    |
|                                                        | 75 Jahre Meteorologisches Hauptobservatorium Potsdam; Meteorologischer Dienst der DDR Diese und die folgenden zwei Marken wurden gemeinsam als Zusammendruck ausgegeben: - Aktinometer, Meteorologisches Hauptobservatorium Potsdam (Süring-Haus), Sonne                                | 10    | 24. Januar            | 4.000.000  | Joachim Rieß und Manfred Gottschall     | 1343    |
|                                                        | - Antenne, Satellitenaufnahme der Erdoberfläche Europas | 20    | 24. Januar            | 4.000.000  | Joachim Rieß und Manfred Gottschall     | 1344    |
|                                                        | - Getreidefeld bei Tag und Nacht, Feldfrüchte | 25    | 24. Januar            | 4.000.000  | Joachim Rieß und Manfred Gottschall     | 1345    |
|                                                        | Nationale Mahn- und Gedenkstätte Sachsenhausen: Glasfenster Glasfenster des Triptychons des Museums für den antifaschistischen Widerstand der europäischen Völker; von Walter Womacka - Illegaler Kampf                                                                                 | 10    | 21. Februar           | 9.000.000  | Axel Bengs                              | 1346    |
|                                                        | - Befreiung | 20    | 21. Februar           | 8.000.000  | Axel Bengs                              | 1347    |
|                                                        | - Partisanenkampf | 25    | 21. Februar           | 1.500.000  | Axel Bengs                              | 1348    |
|                                                        | Leipziger Frühjahrsmesse - Dieselelektrische Lokomotive „DE II“ | 10    | 29. Februar           | 6.000.000  | Dietrich Dorfstecher                    | 1349    |
|                                                        | - Fang- und Gefrierschiff der „Atlantik“-Serie | 15    | 29. Februar           | 4.000.000  | Dietrich Dorfstecher                    | 1350    |
|                                                        | 100. Geburtstag von Maxim Gorki - Maxim Gorki; Ansicht von Nischni Nowgorod | 20    | 14. März              | 8.000.000  | Gerhard Preuß                           | 1351    |
|                                                        | - „Das Lied vom Sturmvogel“, (sinnbildliche Darstellung) | 25    | 14. März              | 1.600.000  | Gerhard Preuß                           | 1352    |
|                                                        | Volkstrachten (III) Sorbische Frauen-Festtrachten - Brautjungfer aus Bluno (Kreis Hoyerswerda) | 10    | 14. März              | 8.000.000  | Ingeborg Friebel                        | 1353    |
|                                                        | - Brautjungfer aus Schleife (Kreis Weißwasser) | 20    | 14. März              | 8.000.000  | Ingeborg Friebel                        | 1354    |
|                                                        | - Brautjungfer aus Crostwitz (Kreis Kamenz) | 40    | 14. März              | 5.000.000  | Ingeborg Friebel                        | 1355    |
|                                                        | - Ledige Patin aus dem Spreewald | 50    | 14. März              | 1.600.000  | Ingeborg Friebel                        | 1356    |
|                                                        | Niederwild - Jagdfasan (Phasianus colchicus) | 10    | 26. März              | 7.000.000  | Horst Naumann                           | 1357    |
|                                                        | - Rebhühner (Perdix perdix) | 15    | 26. März              | 5.000.000  | Horst Naumann                           | 1358    |
|                                                        | - Stockenten (Anas platyrhynchos) | 20    | 26. März              | 7.000.000  | Horst Naumann                           | 1359    |
|                                                        | - Europäische Graugänse (Anser anser) | 25    | 26. März              | 4.000.000  | Horst Naumann                           | 1360    |
|                                                        | - Ringeltauben (Columba palumbus) | 30    | 26. März              | 4.000.000  | Horst Naumann                           | 1361    |
|                                                        | - Feldhasen (Lepus europaeus) | 40    | 26. März              | 1.600.000  | Horst Naumann                           | 1362    |
|                                                        | Kongress des Freien Deutschen Gewerkschaftsbundes (FDGB), Berlin - Fritz Heckert; Gemälde von Erich Hering | 10    | 25. April             | 6.000.000  | Joachim Rieß                            | 1363    |
|                                                        | - Junge Werktätige vor Neubauten | 20    | 25. April             | 5.000.000  | Joachim Rieß                            | 1364    |
|                                                        | 150. Geburtstag von Karl Marx Ein geschnittener Briefmarkenblock mit aufgedruckter Zähnung hatte die gleichen Motive (Mi.-Nr. 464 B–466 B). Diese und die folgenden zwei Marken wurden gemeinsam als Zusammendruck ausgegeben: - Titelseite des „Manifestes der Kommunistischen Partei“ | 10    | 25. April             | 4.000.000  | Peterpaul Weiß                          | 1365 A  |
|                                                        | - Karl Marx, Philosoph und Nationalökonom | 20    | 25. April             | 4.000.000  | Peterpaul Weiß                          | 1366 A  |
|                                                        | - Titelseite des ersten Bandes von „Das Kapital“ | 25    | 25. April             | 4.000.000  | Peterpaul Weiß                          | 1367 A  |
|                                                        | Internationales Jahr der Menschenrechte - Hammer, Amboss; (Recht auf Arbeit) | 5     | 8. Mai                | 5.000.000  | Hans Detlefsen                          | 1368    |
|                                                        | - Baum, Erdkugel; (Recht auf Leben) | 10    | 8. Mai                | 8.000.000  | Hans Detlefsen                          | 1369    |
|                                                        | - Friedenstaube, Sonne; (Recht auf Frieden) | 25    | 8. Mai                | 1.600.000  | Hans Detlefsen                          | 1370    |
|                                                        | Unbesiegbares Vietnam (II) - Bewaffnete Mutter mit Kind | 10+5  | 8. Mai                | 9.000.000  | Günter Schütz                           | 1371    |
|                                                        | 2. Europäische Leichtathletikkämpfe der Junioren in Leipzig; Europameisterschaften der Frauen im Rudern in Berlin; Weltmeisterschaften im Turnierangeln in Güstrow - Hochsprung | 20    | 6. Juni               | 6.000.000  | Joachim Rieß                            | 1372    |
|                                                        | - Rudern | 20    | 6. Juni               | 6.000.000  | Joachim Rieß                            | 1373    |
|                                                        | - Turnierangeln | 20    | 6. Juni               | 1.600.000  | Joachim Rieß                            | 1374    |
|                                                        | Kinder- und Jugendspartakiade, Berlin - Brennende Fackel, Brandenburger Tor, Berlin | 10    | 20. Juni              | 8.000.000  | Rudolf Platzer                          | 1375    |
|                                                        | - Brennende Fackel, stilisiertes Sportstadion | 25    | 10. Juni              | 1.600.000  | Rudolf Platzer                          | 1376    |
|                                                        | Weltfestspiele der Jugend und Studenten, Sofia - Emblem der Weltfestspiele, stilisierte Blume, Erdkugel | 20+5  | 20. Juni              | 5.000.000  | Klaus Hennig                            | 1377    |
|                                                        | - Emblem der Weltfestspiele, stilisierte Blume, Erdkugel | 25    | 20. Juni              | 1.500.000  | Klaus Hennig                            | 1378    |
|                                                        | Bedeutende Bauwerke (II) - Rathaus Wernigerode | 10    | 25. Juni              | 9.000.000  | Dietrich Dorfstecher                    | 1379    |
|                                                        | - Schloss Moritzburg bei Dresden | 20    | 25. Juni              | 8.000.000  | Dietrich Dorfstecher                    | 1380    |
|                                                        | - Rathaus Greifswald | 25    | 25. Juni              | 5.000.000  | Dietrich Dorfstecher                    | 1381    |
|                                                        | - Neues Palais im Park Sanssouci (Potsdam) | 30    | 25. Juni              | 1.600.000  | Dietrich Dorfstecher                    | 1382    |
|                                                        | 75. Geburtstag von Walter Ulbricht Walter Ulbricht, erster Staatsratsvorsitzender der DDR; Staatswappen | 20    | 27. Juni              | 8.000.000  | Joachim Rieß                            | 1383    |
|                                                        | 750 Jahre Rostock - Historische Stadtansicht und Stadtwappen von Rostock | 20    | 4. Juli               | 12.000.000 | Dietrich Dorfstecher                    | 1384    |
|                                                        | - Bekannte Bauwerke und Stadtwappen von Rostock | 25    | 4. Juli               | 1.600.000  | Dietrich Dorfstecher                    | 1385    |
|                                                        | Berühmte Persönlichkeiten (II) - Karl Landsteiner (1868–1943), Bakteriologe | 10    | 17. Juli              | 8.000.000  | Gerhard Stauf                           | 1386    |
|                                                        | - Emanuel Lasker (1868–1941), Schriftsteller und Philosoph, Schachweltmeister | 15    | 17. Juli              | 5.000.000  | Gerhard Stauf                           | 1387    |
|                                                        | - Hanns Eisler (1898–1962), Komponist | 20    | 17. Juli              | 8.000.000  | Gerhard Stauf                           | 1388    |
|                                                        | - Ignaz Semmelweis (1818–1865), Arzt und Geburtshelfer | 25    | 17. Juli              | 4.500.000  | Gerhard Stauf                           | 1389    |
|                                                        | - Max von Pettenkofer (1818–1901), Hygieniker | 40    | 17. Juli              | 1.600.000  | Gerhard Stauf                           | 1390    |
|                                                        | Weltmeisterschaften im Motorkunstflug - Sportflugzeug Typ Trener | 10    | 13. August            | 12.000.000 | Lothar Grünewald                        | 1391    |
|                                                        | - Sportflugzeuge Typ Trener beim Spiegelflug | 25    | 13. August            | 1.600.000  | Lothar Grünewald                        | 1392    |
|                                                        | Staatliche Kunstsammlungen Dresden, Galerie Neue Meister: Gemälde - „Am Strand“; Walter Womacka | 10    | 20. August            | 12.000.000 | Fritz Deutschendorf                     | 1393    |
|                                                        | - „Mähende Bergbauern“; Albin Egger-Lienz | 15    | 20. August            | 4.000.000  | Fritz Deutschendorf                     | 1394    |
|                                                        | - „Kopfbild eines Bergbauernmädchens“; Wilhelm Leibl | 20    | 20. August            | 12.000.000 | Fritz Deutschendorf                     | 1395    |
|                                                        | - „Bildnis der Tochter in chinesischer Tracht“; Jose Venturelli | 40    | 20. August            | 3.500.000  | Fritz Deutschendorf                     | 1396    |
|                                                        | - „Oberschülerin Petra“; Paul Michaelis | 50    | 20. August            | 3.500.000  | Fritz Deutschendorf                     | 1397    |
|                                                        | - „Mädchen mit Gitarre in der Landschaft“; Louis Anton Gottlieb Castelli | 70    | 20. August            | 1.600.000  | Fritz Deutschendorf                     | 1398    |
|                                                        | Leipziger Herbstmesse - Modelleisenbahnen | 10    | 29. August            | 12.000.000 | Dietrich Dorfstecher                    | 1399    |
|                                                        | Nach dem Krieg erbaute Talsperren - Talsperre Spremberg | 5     | 11. September         | 6.000.000  | Peterpaul Weiß                          | 1400    |
|                                                        | - Talsperre Pöhl | 10    | 11. September         | 12.000.000 | Peterpaul Weiß                          | 1401    |
|                                                        | - Ohra-Talsperre | 15    | 11. September         | 1.600.000  | Peterpaul Weiß                          | 1402    |
|                                                        | - Rappbode-Talsperre | 20    | 11. September         | 12.000.000 | Peterpaul Weiß                          | 1403    |
|                                                        | Olympische Sommerspiele 1968, Mexiko-Stadt - Kurzstreckenlauf | 5     | 18. September         | 6.000.000  | Klaus Hennig                            | 1404    |
|                                                        | - Stabhochsprung | 10+5  | 18. September         | 3.500.000  | Klaus Hennig                            | 1405    |
|                                                        | - Fußball | 20+10 | 18. September         | 3.500.000  | Klaus Hennig                            | 1406    |
|                                                        | - Kunstturnen (Stufenbarren) | 25    | 18. September         | 4.000.000  | Klaus Hennig                            | 1407    |
|                                                        | - Wasserball | 40    | 18. September         | 4.000.000  | Klaus Hennig                            | 1408    |
|                                                        | - Rudern (Einer) | 70    | 18. September         | 1.600.000  | Klaus Hennig                            | 1409    |
|                                                        | Internationale Mahn- und Gedenkstätten Mahnmal Fort de Breendonk, (Belgien) | 25    | 10. Oktober           | 4.500.000  | Horst Weiß                              | 1410    |
|                                                        | Nützliche Käfer - Feld-Sandlaufkäfer (Cicindela campestris) | 10    | 16. Oktober           | 12.000.000 | Harry Prieß                             | 1411    |
|                                                        | - Gewöhnlicher Schaufelläufer (Cychrus caraboides) | 15    | 16. Oktober           | 4.000.000  | Harry Prieß                             | 1412    |
|                                                        | - Zweipunkt-Marienkäfer (Adalia bipunctata) | 20    | 16. Oktober           | 12.000.000 | Harry Prieß                             | 1413    |
|                                                        | - Feldlaufkäfer (Carabus arcensis) | 25    | 16. Oktober           | 1.600.000  | Harry Prieß                             | 1414    |
|                                                        | - Feuerfleck-Stutzkäfer (Hister bipustulatus) | 30    | 16. Oktober           | 4.000.000  | Harry Prieß                             | 1415    |
|                                                        | - Schwarzhals-Buntkäfer (Pseudoclerops mutillarius) | 40    | 16. Oktober           | 3.500.000  | Harry Prieß                             | 1416    |
|                                                        | 50. Jahrestag der Novemberrevolution in Deutschland - Wladimir Iljitsch Lenin; Faksimile seines Briefes an die Spartakusgruppe vom 18. Oktober 1918 | 10    | 29. Oktober           | 12.000.000 | Manfred Gottschall                      | 1417    |
|                                                        | - Bewaffnete Arbeiter, Matrosen und Soldaten; Titelleiste der Zeitung „Die Rote Fahne“ | 20    | 29. Oktober           | 12.000.000 | Manfred Gottschall                      | 1418    |
|                                                        | - Karl Liebknecht und Rosa Luxemburg; Kopf der Zeitung „Neues Deutschland“ | 25    | 29. Oktober           | 1.600.000  | Manfred Gottschall                      | 1419    |
|                                                        | Orchideen - Laelio-Cattleya Maggie Raphaela alba ruba | 5     | 12. November          | 6.000.000  | Manfred Gottschall                      | 1420    |
|                                                        | - Paphiopedilum albertianum | 10    | 12. November          | 12.000.000 | Manfred Gottschall                      | 1421    |
|                                                        | - Cattleya fabia | 15    | 12. November          | 5.000.000  | Manfred Gottschall                      | 1422    |
|                                                        | - Cattleya aclandia | 20    | 12. November          | 12.000.000 | Manfred Gottschall                      | 1423    |
|                                                        | - Sobralia macrantha | 40    | 12. November          | 5.000.000  | Manfred Gottschall                      | 1424    |
|                                                        | - Dendrobium alpha | 50    | 12. November          | 1.600.000  | Manfred Gottschall                      | 1425    |
|                                                        | Märchen (III): Der gestiefelte Kater (Märchen der Gebrüder Grimm) Diese und die folgenden fünf Marken wurden zusammen als Kleinbogen ausgegeben: - Szene aus dem Märchen | 5     | 27. November          | 2.000.000  | Gerhard Bläser                          | 1426    |
|                                                        | - Szene aus dem Märchen | 10    | 27. November          | 2.000.000  | Gerhard Bläser                          | 1427    |
|                                                        | - Szene aus dem Märchen | 15    | 27. November          | 2.000.000  | Gerhard Bläser                          | 1428    |
|                                                        | - Szene aus dem Märchen | 20    | 27. November          | 2.000.000  | Gerhard Bläser                          | 1429    |
|                                                        | - Szene aus dem Märchen | 25    | 27. November          | 2.000.000  | Gerhard Bläser                          | 1430    |
|                                                        | - Szene aus dem Märchen | 30    | 27. November          | 2.000.000  | Gerhard Bläser                          | 1431    |
|                                                        | 20 Jahre Pionierorganisation „Ernst Thälmann“ - Spielende und musizierende Kinder der Pionierorganisation | 10    | 3. Dezember           | 10.000.000 | Inge Uhlich                             | 1432    |
|                                                        | - Spielende und musizierende Kinder der Pionierorganisation | 15    | 3. Dezember           | 4.000.000  | Inge Uhlich                             | 1433    |
| Dauermarken                                            | |       |                       |            |                                         |         |
| Bild                                                   | Beschreibung | Wert  | Ausgabe- datum (1968) | Auflage    | Entwurf                                 | Mi.-Nr. |
| Dauermarken wurden in diesem Jahrgang nicht ausgegeben | |       |                       |            |                                         |         |

### Kleinbogen und Zusammendrucke

75 Jahre Meteorologisches Hauptobservatorium Potsdam (Süring-Haus); Meteorologischer Dienst der DDR
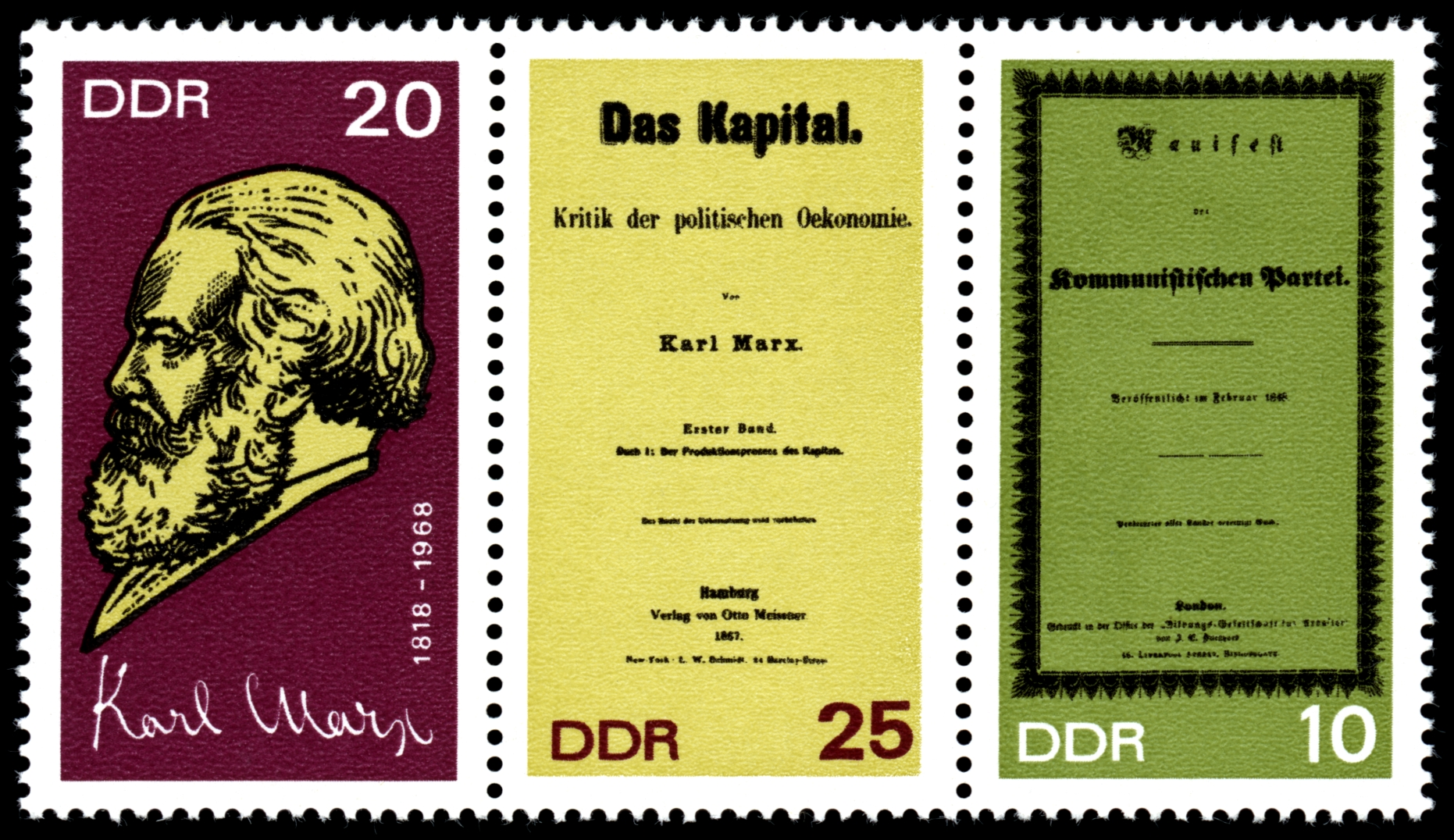
150. Geburtstag von Karl Marx